# Rue de l'Abreuvoir (Strasbourg)
Pour les articles homonymes, voir Rue de l'Abreuvoir.
Ne doit pas être confondu avec Ruelle de l'Abreuvoir (Strasbourg).
La rue de l'Abreuvoir est une rue de la ville de Strasbourg, en France.

## Situation et accès
La rue est située dans le quartier de la Krutenau, qui est englobé dans le quartier Bourse - Esplanade - Krutenau
D'une longueur de 150 m, elle débute au niveau de la rue du rue du Maréchal Juin. Elle adopte un tracé orienté nord-est et se termine en débouchant sur la place du Foin.
Transports en commun
L'arrêt Cité administrative des lignes de bus 15 et 30 se trouve à proximité de la rue.

## Origine du nom

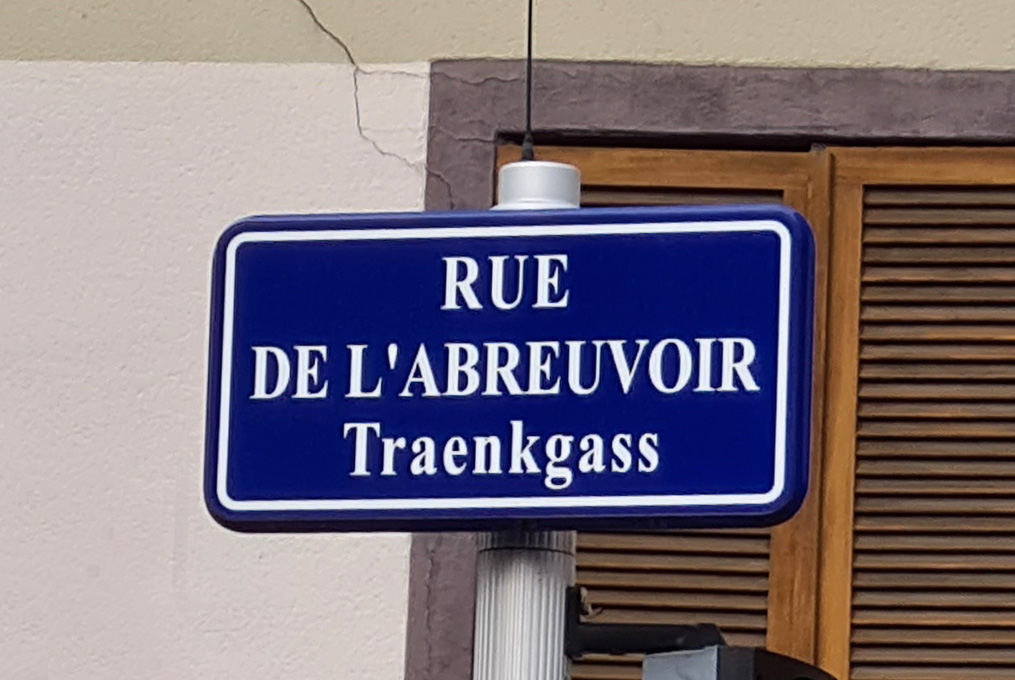
Plaque bilingue, en français et en alsacien.

## Bâtiments remarquables et lieux de mémoire
- Au no 2 se trouve une maison classée monument historique en 1978.
- Au no 7 de la rue se trouve l'ancien magasin Neunreiter qui héberge le Centre européen d'actions artistiques contemporaines (CEAAC).

L'édifice fait l'objet d'une inscription au titre des monuments historiques depuis 2015.

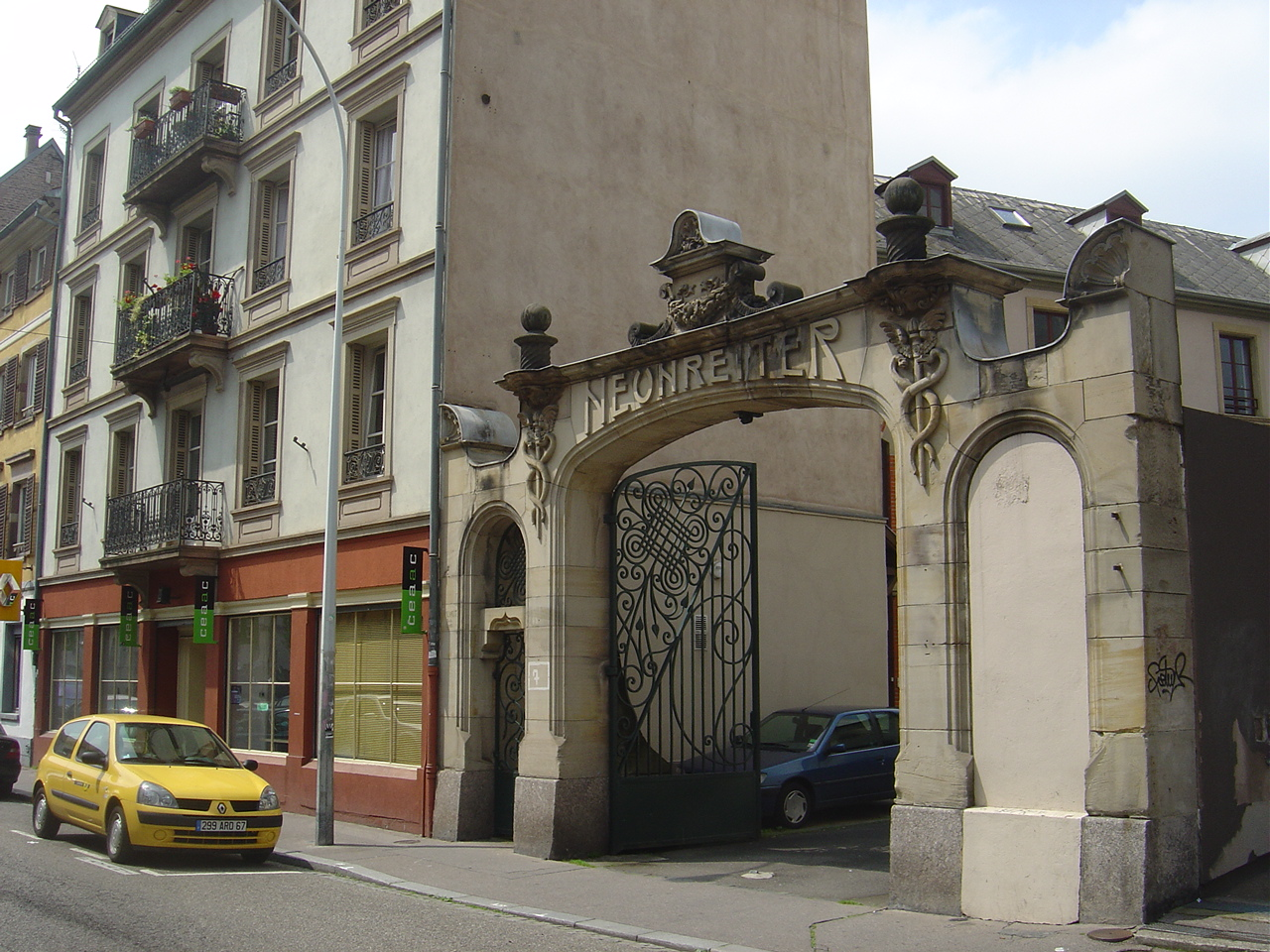
Entrée du CEAAC.